# Arkansas RimRockers 2006-2007
La stagione 2006-07 degli Arkansas RimRockers fu la 2ª e ultima nella NBA D-League per la franchigia.
Gli Arkansas RimRockers arrivarono sesti nella Eastern Division con un record di 16-34, non qualificandosi per i play-off.

## Roster
| N° | Naz.                   | Ruolo | Sportivo          | Anno | Alt. | Peso |
| -- | ---------------------- | ----- | ----------------- | ---- | ---- | ---- |
| 4  | Stati Uniti (bandiera) | A     | Jason Smith       | 1977 | 198  | 100  |
| 6  | Stati Uniti (bandiera) | G     | Anthony Roberson  | 1983 | 188  | 82   |
| 9  | Stati Uniti (bandiera) | C     | Marcus Campbell   | 1982 | 213  | 127  |
| 11 | Stati Uniti (bandiera) | P     | Myron Allen       | 1979 | 182  | 82   |
| 13 | Stati Uniti (bandiera) | G     | Brandon Dean      | 1979 | 188  | 91   |
| 23 | Canada (bandiera)      | G     | Olu Famutimi      | 1984 | 196  | 94   |
| 24 | Stati Uniti (bandiera) | G     | Clay Tucker       | 1980 | 196  | 95   |
| 25 | Stati Uniti (bandiera) | GA    | Jonathan Moore    | 1982 | 203  | 99   |
| 33 | Stati Uniti (bandiera) | A     | Brian Jackson     | 1980 | 206  | 111  |
| 50 | Stati Uniti (bandiera) | C     | Chad Bell         | 1982 | 213  | 122  |
| 52 | Stati Uniti (bandiera) | A     | Matt Haryasz      | 1984 | 208  | 104  |
| 54 | Stati Uniti (bandiera) | C     | James Lang        | 1983 | 208  | 129  |
|    | Stati Uniti (bandiera) | A     | Roger Powell      | 1983 | 198  | 107  |
|    | Stati Uniti (bandiera) | A     | Tyrone Sally      | 1982 | 201  | 95   |
|    | Panama (bandiera)      | AP    | J.R. Pinnock      | 1983 | 196  | 93   |
|    | Stati Uniti (bandiera) | A     | Julian Terrell    | 1984 | 205  | 113  |
|    | Stati Uniti (bandiera) | A     | Alexander Johnson | 1983 | 206  | 109  |
|    | Stati Uniti (bandiera) | P     | DeAnthony Bowden  | 1980 | 185  | 81   |

## Staff tecnico
- Allenatore: Andy Stoglin
- Vice-allenatore: Pat Bradley